# Uzovo
Uzovo (em cirílico: Узово) é uma vila da Sérvia localizada no município de Bujanovac, pertencente ao distrito de Pčinja, na região de Binačko Pomoravlje. A sua população era de 10 habitantes segundo o censo de 2002.

## Demografia
| 1948 | 1953 | 1961 | 1971 | 1981 | 1991 | 2002 |
| ---- | ---- | ---- | ---- | ---- | ---- | ---- |
| 94   | 84   | 83   | 47   | 17   | 23   | 10   |